# Ładzyń
Ładzyń es un pueblo de Polonia, en Mazovia.  Se encuentra en el distrito (Gmina) de Stanisławów, perteneciente al condado (Powiat) de Mińsk. Se encuentra aproximadamente 4 km al sur de Stanisławów, a 8 km al norte de Mińsk Mazowiecki, y a 38 km  al este de Varsovia. 
Entre 1975 y 1998 perteneció al voivodato de Siedlce.